# 오쿠마역
오쿠마역(일본어: 逢隈駅, おおくまえき)은 일본 미야기현 와타리군 와타리정에 있는, 동일본 여객철도의 철도역이다.

## 역 구조
1면 2선 구조의 지상역이다.

### 승강장
| 1 | ■ 조반선 | 와타리·하마요시다 방면 |
| 2 | ■ 조반선 | 이와누마·센다이 방면   |

## 역세권 정보
- 국도 제6호선
- 아부쿠마강
- 와타리오쿠마 우체국

## 역사
- 1960년 10월 1일: 일본국유철도 오쿠마 신호장(逢隈信号場)으로 개설
- 1987년 4월 1일: 민영화에 따라 동일본 여객철도의 소속이 되었다.
- 1988년 8월 2일: 철도역으로 승격, 영업 개시.
- 2003년 10월 26일: Suica 도입.
- 2011년 3월 11일: 동일본 대지진으로 영업이 중단되었다.
- 2011년 4월 12일: 영업 재개.

## 인접역
| 동일본 여객철도 조반선 | 동일본 여객철도 조반선 | 동일본 여객철도 조반선 |
| ---------------------- | ---------------------- | ---------------------- |
| 와타리 하마요시다 방면 | ■ 보통                 | 이와누마 센다이 방면1  |